# Nuova Sinistra
Nuova Sinistra (in greco Νέα Αριστερά?, Néa Aristerá, NA) è un partito politico greco nato nel 2023 come gruppo parlamentare da diversi membri di correnti di sinistra di SYRIZA e divenuto ufficialmente un partito nel 2024.

## Storia
Dopo le dimissioni di Alexīs Tsipras, a seguito dei cattivi risultati ottenuti alle elezioni del 2023, dalla carica di presidente di SYRIZA e la successiva elezione di Stefanos Kasselakīs per sostituirlo alle primarie del settembre 2023, si è verificata una crisi interna al partito. Le correnti "Umbrella", guidata dal deputato Eukleidīs Tsakalōtos e "6+6", guidata da Effie Achtsioglu, hanno criticato il tentativo di Kasselakis, più moderato di Tsipras, di spostare il partito verso il centro sul modello del Partito Democratico statunitense. Inoltre Kasselakīs era stato criticato da alcuni membri di SYRIZA anche per il suo precedente sostegno al partito di centro-destra Nuova Democrazia, che ha la maggioranza nel parlamento ellenico ed è osteggiato da SYRIZA. 
Questo conflitto culmina infine con l'espulsione il 13 novembre 2023 della corrente "Umbrella" dal partito, con due deputati (Peti Perka e Eukleidīs Tsakalōtos) e 45 membri del comitato centrale di SYRIZA. Dieci giorni dopo, il gruppo "6+6" con nove deputati del suo gruppo (Sia Anagnostopoulou, Effie Achtsioglou, Chousein Zeimpek, Nasos Iliopoulos, Dimitris Tzanakopoulos, Meropi Tzoufi, Ozgur Ferhat, Theano Fotiou e Alexis Haritsis) abbandonano il gruppo parlamentare. Il 4 dicembre "Umbrella" e "6+6" presentano il nome e il logo del nuovo partito, il giorno seguente costituiscono il gruppo parlamentare Nuova Sinistra, con a capo il deputato Alexis Haritsis. In seguito aderiranno alla formazione anche due europarlamentari (Dīmītrīs Papadīmoulīs e Stelios Kouloglou).
A inizio marzo 2024 viene fondato ufficialmente il partito, con un comitato composto da 238 membri.
Nelle sue prime elezioni, le europee di giugno, il partito ottiene il 2,45% dei voti, sotto la soglia di sbarramento del 3%, non eleggendo perciò alcun europarlamentare.

## Risultati elettorali

### Elezioni europee
| Anno | Voti   | %     | Seggi  |
| ---- | ------ | ----- | ------ |
| 2024 | 97 554 | 2,45% | 0 / 21 |